# Kalós Agrós
Kalós Agrós är en ort i Grekland.   Den ligger i prefekturen Nomós Drámas och regionen Östra Makedonien och Thrakien, i den nordöstra delen av landet, 300 km norr om huvudstaden Aten. Kalós Agrós ligger 67 meter över havet och antalet invånare är 1 275.
Terrängen runt Kalós Agrós är platt åt sydväst, men åt nordost är den kuperad. Terrängen runt Kalós Agrós sluttar söderut.Runt Kalós Agrós är det ganska tätbefolkat, med 75 invånare per kvadratkilometer. Närmaste större samhälle är Dráma, 7,4 km nordost om Kalós Agrós. Trakten runt Kalós Agrós består till största delen av jordbruksmark.